# Philippe Ermenault
Philippe Ermenault (Flixecourt, 29 de abril de 1969) es un deportista francés que compitió en ciclismo en la modalidad de pista, especialista en las pruebas de persecución. Su hijo Corentin también compite en ciclismo de pista.
Participó en tres Juegos Olímpicos de Verano, entre los años 1992 y 2000, obteniendo en total dos medallas, ambas en Atlanta 1996, oro en la prueba de persecución por equipos (junto con Christophe Capelle, Jean-Michel Monin y Francis Moreau) y plata en persecución individual.
Ganó seis medallas en el Campeonato Mundial de Ciclismo en Pista entre los años 1993 y 1999.

## Medallero internacional
| Juegos Olímpicos   | Juegos Olímpicos         | Juegos Olímpicos  | Juegos Olímpicos        |
| Año                | Lugar                    | Medalla           | Competición             |
| ------------------ | ------------------------ | ----------------- | ----------------------- |
| 1996               | Atlanta (Estados Unidos) | Medalla de oro    | Persecución por equipos |
| 1996               | Atlanta (Estados Unidos) | Medalla de plata  | Persecución individual  |
| Campeonato Mundial |                          |                   |                         |
| Año                | Lugar                    | Medalla           | Competición             |
| 1993               | Hamar (Noruega)          | Medalla de plata  | Persecución individual  |
| 1996               | Mánchester (Reino Unido) | Medalla de plata  | Persecución por equipos |
| 1997               | Perth (Australia)        | Medalla de oro    | Persecución individual  |
| 1997               | Perth (Australia)        | Medalla de bronce | Persecución por equipos |
| 1998               | Burdeos (Francia)        | Medalla de oro    | Persecución individual  |
| 1999               | Berlín (Alemania)        | Medalla de plata  | Persecución por equipos |